# Rhinotyphlops schinzi
Rhinotyphlops schinzi — вид змій родини сліпунів (Typhlopidae). Мешкає в Південній Африці. Вид названий на честь швейцарського натураліста Генріха Рудольфа Шинца.

## Поширення і екологія
Rhinotyphlops schinzi мешкають в Намібії, на північному заході Південно-Африканської Республіки та на заході Ботсвани. Вони живуть в сухих саванах, напівпустелях і пустелях. Зустрічаються на висоті від 100 до 1310 м над рівнем моря.